# Карма Гён
Карма Гён — Ретритный центр буддизма Алмазного пути (крупнейшей подшколы Карма Кагью линии Кагью). Расположен в горах на высоте около 400 метров над уровнем моря вблизи города Велес-Малага, провинция Малага на юге Испании.

## История центра
История центра начинается в 1987 году, когда был подобран земельный участок, на котором была расположена заброшенная ферма с развалинами различных построек различного возраста начиная со средневековья и до наших дней.
Вдохновителем и организатором работ создания центра является супружеская пара Педро Гомес и Доррит Хансен.
Первым этапом создания центра (1987—1989) стало восстановление тех строений и сооружений, которые можно было приспособить с минимальными затратами под вспомогательные службы обеспечения деятельности будущего центра, а на период строительства также для нужд самого процесса строительства. Это в первую очередь пищеблок, санитарно-технические помещения и общежитие. Кроме того в числе объектов первой очереди стало оборудование помещения в качестве малой гомпы.
Второй этап строительства — до 1993 — фактическое завершение восстановления старой части и начало функционирования её в качестве административной части центра, а также строительство основного здания большой гомпы примерно в 300—400 метрах от административной части центра и ниже по уровню на 50 — 70 метров от уровня первой очереди.
Третий этап — завершение строительства большой гомпы и прилегающих к ней строений — гостевых комнат, служебных помещений, склада, магазина буддистских атрибутов.
Четвёртый этап — строительство и открытие 17 октября 1994 года Ступы Калачакры.
В настоящее время завершается пятый этап развития центра, в ходе которого построено общежитие, которое может разместить около ста паломников, библиотека, открытое кафе, пищеблок. Завершается строительство гостиницы с комфортабельными номерами и комнатами медитаций. Гостиница рассчитана на приём 50 гостей.

В первой половине июня 2012 года центр Карма Гён отметил четверть вековой юбилей. Отметить юбилей приехало более 4 тысяч паломников со всего мира. На юбилейные торжества прибыл Его Святейшество Тринле Тхае Дордже — Семнадцатый Кармапа. В течение трёх дней — 16,17, и 18 июня провёл цикл лекций, посвящений и медитаций.

## Расположение центра и его объектов
Центр расположен на плоской вершине небольшой горы, склоны которой с южной стороны имеют искусственные террасы и в настоящее время используются в качестве мест размещения палаток паломников. В северный склон частично врезаны вновь возведённые постройки — новый пищеблок, позволяющий обеспечить полноценным и разнообразным питанием до 4 тысяч человек одновременно. Уровень пищеблока имеет минимальную отметку по высоте и ограничен искусственной террасой.
На этом же уровне в 150 метрах на восток расположено открытое кафе, общежитие и библиотека совместно образующие отдельно стоящее двухуровневое здание. На один уровень вверх от нижней террасы размещён нижний этаж новой гостиницы, второй этаж которой находится на одном уровне с восстановленными древними зданиями первой очереди. Всего гостиница имеет четыре уровня (этажа). К восстановленному центральному зданию достроен второй этаж, помещения которого используются в качестве жилых помещений обслуживающего персонала, комнаты медитаций и нескольких гостевых комнат для учителей и иерархов, посещающих центр.

## Ступа Калачакры
17 октября 1994 году в Карма Гёне в торжественной обстановке в присутствии последователей буддизма со всего мира состоялось открытие Ступы Калачакры. В церемонии открытия принимал участие Лопен Цечу Ринпоче, великий буддийский мастер из Непала. Ступа стала одной из первых, построенной в Европе. Вдохновением для её постройки послужила старая Ступа Калачакры на границе старого Тибета. Всего в мире известно около десяти ступ такого типа.
В своем выступлении на церемонии открытия ступы Лама Оле Нидал сказал, что «Она будет защищать свободу людей во всей Европе». Участвуя в строительстве подобных сооружений, мы закладываем основу того, что и дальше сможем защищать наши страны".

## Галерея
- Ступа Калачакры
- Административная часть центра. 2011 год, начало строительства гостиницы. Справа - нижний ярус - пищеблок, над ним - первый уровень гостиницы Слева - комплекс помещений открытого кафе, общежития и библиотеки.
- Гомпа.На склонах - палатки паломников
- Его Святейшество Тринле Тхае Дордже - Семнадцатый Кармапа в Карма Гёне, июнь 2009